# Petrus Beukers
Petrus Bernardus Beukers (ur. 9 października 1899 w Amsterdamie, zm. 12 kwietnia 1981 w Schaijk) – holenderski żeglarz, olimpijczyk, zdobywca srebrnego medalu w regatach na letnich igrzyskach olimpijskich w 1920 roku w Antwerpii.

## Kariera sportowa
Na Letnich Igrzyskach Olimpijskich 1920 zdobył srebro w żeglarskiej klasie jole 12-stopowe. Załogę jachtu Boreas tworzył również Arnoud van der Biesen.